# I Can’t Live with You
«I Can’t Live with You» (с англ. — «Я не могу жить с тобой») — песня британской рок-группы Queen с последнего альбома, вышедшего при жизни Фредди Меркьюри, Innuendo.
Продолжительность альбомной версии — 4 минуты 43 секунды. На виниловом издании альбома песня вышла в слегка укороченной форме, продолжительностью 4 минуты 5 секунд. В 1991 году в США был выпущен промосингл с ремиксом Брайана Мэлуфа и его укороченной версией. Этот ремикс отличается немного утяжелённым звучанием с новыми синтезаторными ударными. Продолжительность — 4 минуты 23 секунды, укороченной версии — 4 минуты 13 секунд. В 1997 году на сборнике Queen Rocks был выпущен ретэйк, имеющий новое вступление и окончание и тяжёлое, хеви-металическое звучание, его продолжительность — 4 минуты 47 секунд.
По словам Мэя, эту песню совершенно невозможно миксовать. «…ты думаешь: „Отлично, осталось поработать пару часов“. А затем она становится всё хуже и хуже…» В конечном варианте осталось многое от изначального демо, именно поэтому, по словам Мэя, песня имеет особенное звучание.

## Список композиций
| №  | Название                                          | Автор(ы)   | Длительность |
| -- | ------------------------------------------------- | ---------- | ------------ |
| 1. | «I Can’t Live with You» (Brian Malouf Remix Edit) | Брайан Мэй | 4:13         |
| 2. | «I Can’t Live with You» (Brian Malouf Remix)      | Мэй        | 4:33         |

## Позиции в хит-парадах
| Год  | Чарт                              | Высшая позиция | Пребывание в чарте |
| ---- | --------------------------------- | -------------- | ------------------ |
| 1991 | США (Billboard Album Rock Tracks) | 28             | 6 недель           |